# 阿利哈德林凡塔多
阿利哈德林凡塔多，是西班牙卡斯蒂利亚-莱昂莱昂省的一个市镇。总面积52平方公里，总人口980人（2001年），人口密度19人/平方公里。